# Colaspidema
Colaspidema es un género de escarabajos de la familia Chrysomelidae. En 1833 Laporte describió el género. Esta es la lista de especies que lo componen:
- Colaspidema barbarum Fabricius, 1801
- Colaspidema dufouri Perez, 1865
- Colaspidema sophiae Schaller, 1783